# Zone naturelle protégée de la Rivière-Little-Salmon
La zone naturelle protégée de la Rivière-Little-Salmon (anglais : Little Salmon River Protected Natural Area) est une zone naturelle protégée du Nouveau-Brunswick (Canada) située dans le comté de Saint-Jean. Elle protège la gorge de la Petite rivière Salmon, une gorge typique de la côte de la baie de Fundy. Elle fait partie depuis 2007 de la réserve de biosphère de Fundy.

## Flore
On y treouve de nombreuses plantes rares comme le polystic de Braun (Polystichum braunii), la dryoptère odorante (Dryopteris fragrans), la woodsie alpine (Woodsia alpina), la woodsie glabre (Woodsia glabella) et la lycopode sélagine (Huperzia selago). On y retrouve aussi une forêt ancienne d'épinettes rouge (Picea rubens).